# 125 a.C.
Il 125 a.C. (CXXV a.C. in numeri romani) è un anno  del II secolo a.C.

## Eventi
- Marco Fulvio Flacco, Marco Plauzio Ipseo diventano consoli della Repubblica romana.
- I Salluvi vengono soggiogati dai Romani

## Morti
- Demetrio II Nicatore, sovrano persiano
- Gaio Lelio Sapiente, politico romano (n. 188 a.C.)
- Seleuco V, sovrano